# Deseo (película de 2002)
Deseo es una película coproducción de España y Argentina dirigida por Gerardo Vera sobre el guion de Ángeles Caso que se estrenó el 10 de octubre de 2002 y tuvo como protagonistas a Leonor Watling, Leonardo Sbaraglia y Cecilia Roth. 

## Sinopsis
Está ambientada en el Madrid de 1945; la Segunda Guerra Mundial está próxima a su fin y muchos miembros del partido nazi que quieren huir a América pasan por allí. Pablo, un empresario argentino de origen alemán, y Alina están entre quienes los ayudan a escapar. Elvira, que intenta reconstruir su pasado y sus sentimientos mientras su esposo sale de la cárcel donde cumple condena por su militancia de izquierda ingresa para trabajar en la casa de Pablo y nace un romance.

## Reparto
| Intérprete                       | Personaje              |
| -------------------------------- | ---------------------- |
| Leonor Watling                   | Elvira                 |
| Leonardo Sbaraglia               | Pablo                  |
| Cecilia Roth                     | Alina                  |
| Rosa Maria Sardà                 | Madre de Elvira        |
| Norma Aleandro                   | Clarita                |
| Emilio Gutiérrez Caba            | Rogelio                |
| Ernesto Alterio                  | Julio                  |
| María Vázquez                    | Raquel                 |
| Jordi Bosch                      | Velasco                |
| Gloria Muñoz                     | Lola                   |
| Herbert Knaup                    | Bremen                 |
| Christian Atanasiu               | Schinkel               |
| Jannik Jentsch                   | Hans                   |
| Gudula Mueller-Toewe             | Frau Schinkel          |
| Lars Jentsch                     | Adolf                  |
| Hans Schopohl                    | Von Bibra              |
| Silvia Espigado                  | Sra. Bremen            |
| Pilar Bayona Sarriá              | Carmen                 |
| Chiqui Fernández                 | Vecina                 |
| Abel Vitón                       | Pedro                  |
| Juan Calot                       | Funcionario Falangista |
| Manuel Brun                      | Guardián               |
| Isabel Ayúcar                    | Mujer falangista       |
| Nacho Cajigas                    | Capitán de barco       |
| David Blázquez Ferrer            | Bailarin               |
| Luis Pérez Martín                | Bailarin               |
| David Govillard Garmendia        | Bailarin               |
| María Eugenia Usandivaras        | Bailarina              |
| María Antonieta Tuozzo Benedetto | Bailarina              |
| Julio Alcides Luque              | Bailarin               |
| Héctor Leonardo Calvelli         | Bailarin               |
| Lourdes Mas Álvarez              | Bailarina              |
| Inma Cuevas                      |                        |
| Sara Montalvo                    |                        |

## Comentarios
Fernando Méndez-Leite en el sitio especializado fotogramas.es opinó sobre el filme:

”…aborda en clave de melodrama…la colaboración de determinados sectores de la Falange y del peronismo emergente en Argentina a mediados del siglo pasado en la huida de Alemania de algunos máximos responsables del nazismo. En este marco histórico, y perfectamente imbricada con él, se desarrolla una historia de amor… una historia original, muy bien estructurada…filmada por Vera con extremo cuidado y buen gusto, lo que permite captar sin entretenimientos ni dilaciones tanto la esencia del conflicto como el clima ambiental y moral de la época….Tiene un planteamiento ideológico tan nítido y radical como nada maniqueo, que respeta las razones de cada personaje… pero deja claro quiénes tienen la razón y solo poseen la carencia y el dolor y quienes sueñan con la barbarie desde la supuesta pureza de su compromiso loco.